# Teja Ferfolja
Teja Ferfolja, slovenska rokometašica, * 20. september 1991,  Gorica. 
Igra za  DHB Rotweiss Thun in Slovensko žensko rokometno reprezentanco.
Z reprezentanco Slovenije je nastopila na Evropskem prvenstvu v rokometu za ženske 2016.